# بيدرو بلتران
بيدرو بلتران (بالإسبانية: Pedro Beltrán Espantoso)‏ (و. 1897 – 1979 م) هو اقتصادي، وصحفي، وسياسي، ودبلوماسي بيروفي، ولد في ليما، توفي في ليما، عن عمر يناهز 82 عاماً.

## مناصب
تولى منصب رئيس مجلس الوزراء البيروفي ‏
- وزير الاقتصاد والمالية  [لغات أخرى]‏

.

## التعليم
تعلم في كلية لندن للاقتصاد، وتعلم في جامعة سان ماركوس الوطنية
.

## جوائز
حصل على جوائز منها:
- جائزة  ماريا مورس كابوت  [لغات أخرى]‏ (1972)
- جائزة  ماريا مورس كابوت  [لغات أخرى]‏ (1955)